# Chabòtas
Chabòtas (en francès Chabottes) és un municipi francès situat al departament dels Alts Alps i a la regió de Provença – Alps – Costa Blava.

## Demografia
| 1846                                       | 1962 | 1968 | 1975 | 1982 | 1990 | 1999 | 2006 | 2015 |
| ------------------------------------------ | ---- | ---- | ---- | ---- | ---- | ---- | ---- | ---- |
| 771                                        | 469  | 430  | 461  | 453  | 518  | 610  | 726  | 834  |
| Des de 1962: població sense dobles comptes |      |      |      |      |      |      |      |      |

## Administració
| Període           | Identitat           | Partit |
| ----------------- | ------------------- | ------ |
| 1979-2008         | Jean-Yves Dusserre  | UMP    |
| 2008-2017 ?       | Christiane Mioletti | UMP    |
| desembre de 2017- | Roland Aymerich     |        |